# Воронов, Анатолий Георгиевич
Анато́лий Гео́ргиевич Во́ронов (17 сентября 1911, Санкт-Петербург — 1 мая 1995, Москва) — русский геоботаник, эколог, биогеограф, медицинский географ. Декан географического факультета Пермского педагогического института (1937—1944), директор заповедника «Предуралье» (1946—1951), заведующий кафедрой биогеографии Географического факультета МГУ (1953—1988). Доктор биологических наук, профессор.
Лауреат Государственной премии СССР за участие в создании Национального атласа Кубы, в составе авторского коллектива (1973). Заслуженный деятель науки РСФСР (1982). Зять биолога А. Г. Генкеля, отец эколога Г. А. Воронова.

## Биография

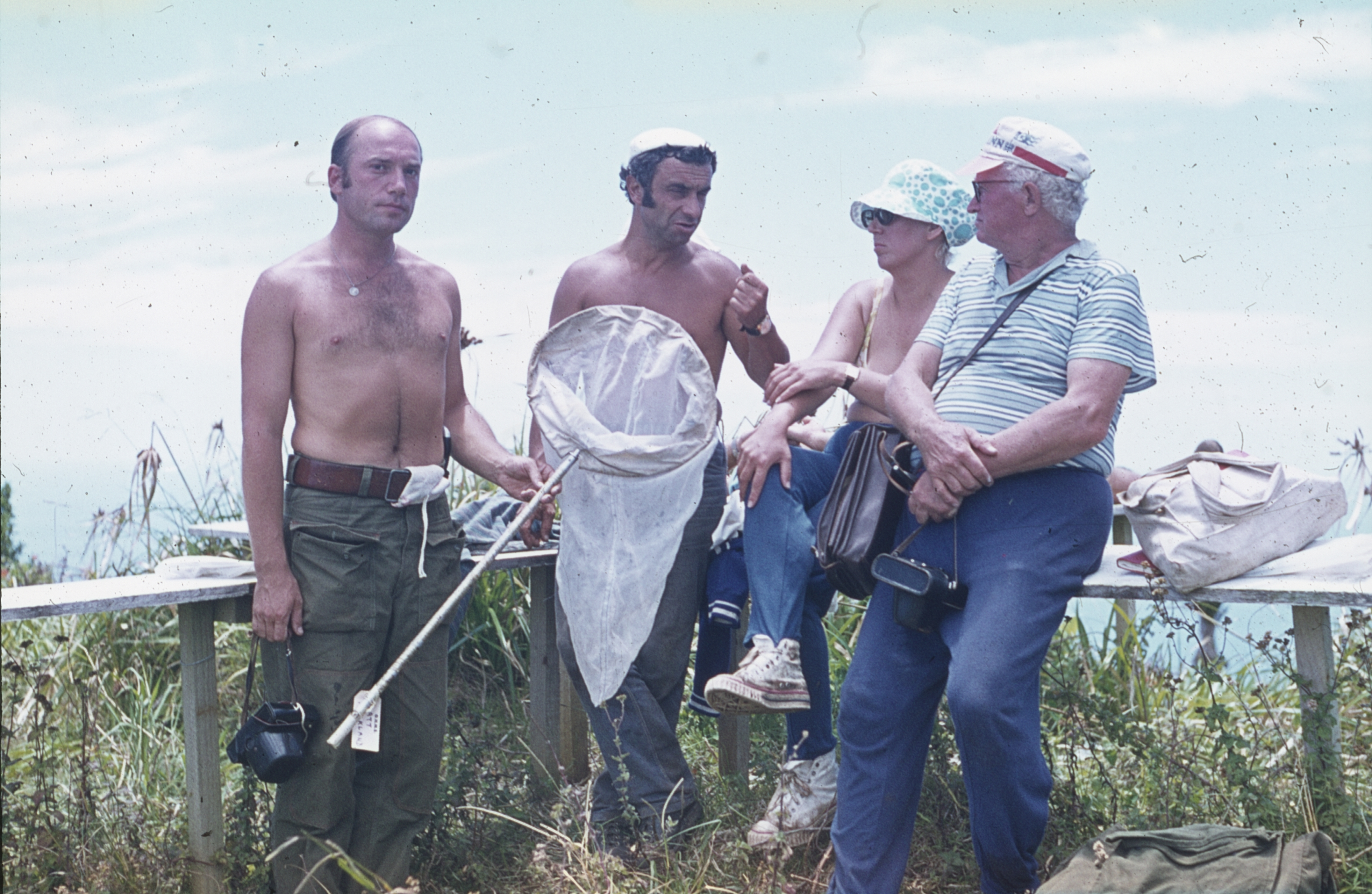
В экспедиции на «Калисто», 1977

В 1933 году окончил биологический факультет Московского университета.
В 1934—1937 годах — аспирант НИИ ботаники Московского университета.
В 1937—1944 годах — старший преподаватель, доцент, декан географического факультета Пермского педагогического института.
В 1944—1947 годах — докторант Зоологического института АН СССР (Ленинград).
С 1946 по 1951 годы — старший научный сотрудник ЕНИ при ПГУ, директор заповедника «Предуралье».
С 1951 года — профессор географического факультета МГУ, с 1953 года — заведующий кафедрой биогеографии. Ученик В. В. Алехина и А. Н. Формозова. В 1988—1994 годах — профессор-консультант кафедры биогеографии МГУ имени М. В. Ломоносова.
А. Г. Воронов — специалист в области методологии и преподавания биогеографии, сторонник географического направления в биогеографии. Исследовал взаимодействия животного мира и растительности, зональные особенности этих отношений.
В Московском университете им впервые созданы и прочитаны такие фундаментальные курсы, как: «Биогеография», «Геоботаника», «Медицинская география». Был Вице-президентом Московского общества испытателей природы, заместителем председателя Московского филиала Всесоюзного географического общества, являлся членом президиума Совета по изучению, охране и реконструкции животного мира АН СССР. Состоял в комиссии медицинской географии Московского филиала Географического общества СССР.
В 1958—1959 годах преподавал в Куньминском университете (провинция Юньнань, КНР).
В 1967 и 1972 годах работал на Кубе.
В 1971, 1976—1977 и 1980 годах исследовал острова Юго-Восточной Пацифики (рейсы «Калисто»).
Автор известных учебников по биогеографии (1963, 1985), около пятисот научных работ.

## Основные труды
- Воронов А. Г. Биогеография (с элементами биологии). — М.: Изд-во МГУ, 1963[3]
- Воронов А. Г. Изучение биоценотических связей — одна из задач современной биогеографии. // Вопросы географии. 1966. — Сб. 69. — С. 3—10.
- Воронов А. Г. Некоторые направления развития современной биогеографии // Современные проблемы зоогеографии / Под ред. А. Г. Воронова, Н. Н. Дроздова. — М.: Наука, 1980. — С. 6—20.
- Воронов А. Г. Медицинская география. Т. 1. Общие вопросы. М.: МГУ, 1981.
- Воронов А. Г. Место биогеографии в системе наук и её будущее // Теоретические и прикладные аспекты биогеографии / Под ред. Н. Н. Дроздова и др. — М.: Наука, 1982. —С. 4—10.
- Воронов А. Г. Корни и ветви биогеографии // Современные проблемы биогеографии / Под ред. Н. Н. Дроздова, Е. Г. Мяло. — М.: Изд-во МГУ, 1982. — С. 19—40.
- Воронов А. Г., Дроздов Н. Н., Мяло Е. Г. Биогеография мира. — М.: Высшая школа, 1985.
- Воронов А. Г. Геоботаника: Учеб. пособие для ун-тов и пед. ин-тов. — 2-е изд., испр. и доп. — М.: Высшая школа, 1973. — 384 с. — 18 000 экз.